# Bakonya
Bakonya is een plaats (község) en gemeente in het Hongaarse comitaat Baranya. Bakonya telt 401 inwoners (2001).